# Кери (Ајдахо)
Кери (енгл. Carey) град је у америчкој савезној држави Ајдахо.

## Демографија
По попису из 2010. године број становника је 604, што је 91 (17,7%) становника више него 2000. године.
| Група             | 2000.       | 2010.       |
| Белци             | 456 (88,9%) | 517 (85,6%) |
| Афроамериканци    | 1 (0,2%)    | 4 (0,7%)    |
| Азијати           | 0 (0,0%)    | 2 (0,3%)    |
| Хиспаноамериканци | 52 (10,1%)  | 73 (12,1%)  |
| Укупно            | 513         | 604         |